# 虐殺器官
『虐殺器官』（ぎゃくさつきかん、Genocidal Organ）は、日本の長編SF小説。伊藤計劃のデビュー作品である。2006年、第7回小松左京賞最終候補。2007年発表。「ベストSF2007」国内篇第1位。「ゼロ年代SFベスト」国内篇第1位。2010年にハヤカワ文庫から文庫版が刊行された。
フジテレビ「ノイタミナムービー」第2弾「Project Itoh」の一環として『ハーモニー』『屍者の帝国』と共に劇場版アニメ化された。
また、月刊ニュータイプにてコミカライズが連載された。
2016年にはアメリカで実写映画化されることが報じられた。

## ストーリー
サラエボで発生した核爆弾テロによって世界中で戦争・テロが激化した結果、アメリカをはじめとする先進諸国は厳格な個人情報管理体制を構築しテロの脅威に対抗していた。十数年後、先進諸国からテロの脅威が除かれた一方、後進国では内戦と民族対立により虐殺が横行するようになっていた。事態を重く見たアメリカは新たに情報軍を創設し、各国の情報収集と戦争犯罪人の暗殺を行うようになった。
アメリカ情報軍に所属するクラヴィス・シェパード大尉は、後進国で虐殺を扇動しているとされるアメリカ人ジョン・ポールの暗殺を命令され、相棒のウィリアムズら特殊検索群i分遣隊と共にジョン・ポールの目撃情報のあるチェコのプラハに潜入する。プラハに潜入したクラヴィスは、ジョン・ポールと交際関係にあったルツィア・シュクロウプの監視を行うが、次第に彼女に好意を抱くようになる。ある日、クラヴィスはルツィアにクラブに誘われ、そこで政府の情報管理から外れた生活を送るルーシャスたちと出会った。その帰路で、クラヴィスはジョン・ポールに協力するルーシャスら「計数されざる者」に襲撃され拘束されてしまう。拘束されたクラヴィスはジョン・ポールと対面し、彼から「人間には虐殺を司る器官が存在し、器官を活性化させる“虐殺文法”が存在する」と聞かされる。ルツィアを監視していたことを暴露されたクラヴィスはルーシャスに殺されそうになるが、ウィリアムズら特殊検索群i分遣隊の奇襲によって救出される。しかし、ジョン・ポールとルツィアは行方不明になってしまう。
プラハでの遭遇後、核戦争で荒廃したインドで虐殺を行っている武装勢力「ヒンドゥー・インディア共和国暫定陸軍」にジョン・ポールが関わっていることを知ったアメリカ情報軍は再びクラヴィスらに出撃を命令するが、「虐殺文法」の話をクラヴィスから聞かされたロックウェル大佐は、ジョン・ポールを生かしたままアメリカに連行するように命令した。「ヒンドゥー・インディア共和国暫定陸軍」の本拠地に潜入したクラヴィスらはジョン・ポールの拘束に成功しアメリカに連行しようとするが、ジョン・ポールに情報を漏らしていた上院院内総務の派遣した部隊に護送列車を襲撃され、リーランドら多くの隊員を喪った挙句、再びジョン・ポールに逃げられてしまう。
情報軍との取引により院内総務が政界を引退した後、アフリカの「ヴィクトリア湖沿岸産業者連盟」政府にジョン・ポールが招待されたという情報を得たアメリカ情報軍は、クラヴィスらにジョン・ポール暗殺指令を出し、クラヴィスはルツィアに会うため「ヴィクトリア湖沿岸産業者連盟」領内に潜入する。「ヴィクトリア湖沿岸産業者連盟」軍の攻撃を受けた特殊検索群i分遣隊は散り散りになり、クラヴィスは単身ジョン・ポールの住む邸宅に向かい、彼と再会する。そこでジョン・ポールは、クラヴィスに「個人情報管理はテロ撲滅に何の意味も成さなかった」と語り、「アメリカを守るために後進国で“虐殺文法”を活用して内戦を引き起こし、アメリカに憎悪が向かないようにしていた」と真意を伝えた。ジョン・ポールの真意を聞いたルツィアは「アメリカの法廷で“虐殺文法”のことを公開し、犠牲者の生命を全ての人々が背負うべき」と訴え、ジョン・ポールは投降を決意する。しかし、そこにウィリアムズが現れてルツィアを射殺し、「個人情報管理によって得た“平和”を失うべきではない」としてジョン・ポールの暗殺を強行しようとする。クラヴィスはウィリアムズを爆殺してジョン・ポールと共に邸宅を脱出し、合流地点のタンザニア国境に到着するが、直後にジョン・ポールは射殺され、作戦は終了する。
3カ月後、何者かによって情報軍の行った暗殺作戦がリークされ、クラヴィスや情報軍関係者は公聴会に召喚される。公聴会の場で、クラヴィスはジョン・ポールに渡された「虐殺文法」を使用し、英語圏の「虐殺器官」を活性化させ、アメリカを中心とした内戦を引き起こす。

## 登場人物
声の項は劇場アニメ版の声優。
クラヴィス・シェパード
声 - 中村悠一
アメリカ情報軍・特殊検索群i分遣隊大尉。数々の特殊任務を経ていくうちに、ジョン・ポールと交錯する。
父の銃自殺、そして交通事故により脳死状態に陥った母の生命維持装置を止めた過去を持つ。映画と文学に明るい。言葉が好きであり、母親から「ことばにフェティッシュがある」と評されたこともある。無神論者で、カトリックを信仰するアレックスとは対照的であるが、神学について語らったことはある。だが、アレックスの「冒涜的なジョーク」を聞いた事が無いため、クラヴィスはアレックスのことを厳格なカトリックだと思っていた。
ジョン・ポール
声 - 櫻井孝宏
数々の虐殺の影にあり、幾度となく暗殺対象となるも、その都度逃亡を果たす謎のアメリカ人男性。元MITの言語学者。
ルツィアとは不倫関係にあったが、妻子をサラエボの核爆弾テロで喪い、その関係は終わる。J・G・バラードの小説をよく読んでいた。
ルツィア・シュクロウプ
声 - 小林沙苗
ジョン・ポールの愛人とされる女性。プラハでチェコ語の教師をしている。
MITにて言語学を学び、そこでジョン・ポールと知り合った。ジョン・ポールの追跡任務に就いたクラヴィスの接近を受ける。なお、本来チェコ語では「シュクロウプ（Škroup）」は男性の姓、語尾に「ova」が付く「シュクロウポヴァ（Škroupova）」が女性の姓である。そのため劇場版では「ルツィア・シュクロウポヴァ」に名前が変更されている。
ウィリアムズ
声 - 三上哲
クラヴィスの相棒であるi分遣隊隊員。クラヴィスとは任務以外でも交友関係にある。
ゴシップ話とモンティ・パイソンのコントが好きで、常に軽口を絶やさない。妻子がいる。
本作のスピンオフ作品『The Indifference Engine』にも登場。
アレックス
声 - 梶裕貴
i分遣隊隊員（劇場版では少尉）。
ウィリアムズ、リーランドと違い、クラヴィスに対して敬語で話す。カトリックを深く信仰しており、修士号を所持している。また、「地獄」を信じており「地獄は頭、脳みそのなかにある」という考えを持つ。東欧での任務から2年後、車内にて自殺する。葬儀はカトリックの礼式に則って執り行われた。グルジア語を話せる。
劇場版では感情調整の数値ミスによってグルジアでの任務中にPTSDを誘発。標的Aを射殺した後にクラヴィスにも銃を向けるが、クラヴィスの判断で射殺、遺体は爆弾で破棄された。
リーランド
声 - 石川界人
i分遣隊隊員。クラヴィスの部下。
ルーシャス
声 - 桐本拓哉
チェコのクラブのオーナーで、ジョン・ポールに協力する団体「計数されざる者」のメンバー。
スパイ活動をするクラヴィスを確保するが、突入したi分遣隊に射殺もしくは確保される（劇場版では射殺された描写がある）。
彼の名前「ルーシャス」は、本作のプロトタイプ『HeavenScape』（小島秀夫のゲーム『スナッチャー』の二次創作小説、未完）における主人公の名前である。
ロックウェル
声 - 大塚明夫
アメリカ情報軍・特殊検索群i分遣隊指揮官。階級は大佐。デルタフォースの出身者で、過去にはイーグルクロー作戦に従事していた。

## 用語
アメリカ情報軍・特殊検索群i分遣隊
アメリカ全軍の特殊部隊において唯一、要人暗殺を実行している部隊。特殊作戦コマンドの指揮下にある。
特殊作戦任務のみならず諜報活動などの作戦にも投入され、クラヴィス曰く「スパイと特殊部隊のハイブリッド」。
作品世界においてはアメリカ軍は9.11テロの影響で陸軍、海軍、空軍、海兵隊に情報軍（インフォメーションズ）が追加された五軍で構成されている。
サラエボ
劇中ではイスラム原理主義者の手製核爆弾により消滅した町。
国家に対するテロの脅威度を増大させ、資本主義先進諸国の厳重な情報管理体制構築を引き起こした。また世界中で「核兵器は実戦に投入可能で効果的な兵器」という意識が持たれ始め、後にインド・パキスタン核戦争の遠因ともなった。
ID
個人情報認証のこと。
サラエボの核爆発テロによって先進諸国では人々が網膜や指紋といった個人情報のデータが情報セキュリティ会社によって登録され、管理する体制が敷かれている。また、作中のゲリラ勢力も旧式のID技術を兵士の管理に使用しており、i分遣隊は東欧の作戦でこれを利用することによって敵の本部に潜入していった。
侵入鞘（イントルード・ポッド）
i分遣隊が使用する降下装備で、HALO降下に代わって使用されている。
ステルス性を意識した棒状のポッドで、人工筋肉で構成されている。空中では安定翼を展開して姿勢を制御し、着陸時にはドラグシュートや人工筋肉で構成された四本の着陸脚を蛸の足の様に開いて使用する。使用後は廃棄モードによって、人工筋肉などの生体組織の細胞を壊死させ分解される。通常型の他に、機銃三基と街路制圧用UAVで武装した物や、人工筋肉で構成されたイルカの尾びれを用いた潜水航行機能を有する水中作戦仕様の物も存在する。
オルタナ（副現実）
コンタクトレンズのように角膜に貼り付けるウェアラブルコンピュータ。
視覚上に様々な情報を映し出すことが出来るため「現実を覆う副現実（オルタネイティブ・リアル）」と呼ばれ、その略称「オルタナ」が一般的な名称。コンタクトタイプが一般的だが、i分遣隊では戦闘中の激しい動きで目から外れることを防ぐためナノマシン技術を用いた点滴タイプのオルタナを使用している。
環境適応迷彩
周りの風景に合わせて、兵士の身体を見えづらくする光学迷彩装備。PMFの特殊部隊員も使用している。
少年兵
ゲリラ勢力などに拉致され、戦わされている子供達。
戦闘の他、少女の兵士の場合は幹部との性的行為を強要されている。少年兵達は大人の兵士のように負傷した仲間を助けることをせず、また麻薬によって感覚を麻痺させられているため、猛然と突進を仕掛けてくる。劇中ではi分遣隊と「ヒンドゥー・インディア共和国暫定陸軍」というゲリラ勢力の少年兵達との戦闘が描かれた。
SWD（シリー・ウォーク・デバイス）
捕虜の後頭部に貼り付けることによって、本人の意思とは無関係に相手の身体を動かすことのできるバンドエイド状のデバイス。正式名称は本編未登場で、「バカ歩きデバイス」という意味の通称名のみが登場する。同種の装備として、相手を気絶させる「ノックアウトシール」も存在する。
人工筋肉
作中にて兵器や機械などで使用されている素材。
劇中ではi分遣隊を降下する侵入鞘などに使用されているが、一般家庭には普及していない。実際には「人工」筋肉ではなく、鯨やイルカの筋肉を遺伝子操作したものが使用されている。主にヴィクトリア湖で養殖されており、「ヴィクトリア湖沿岸産業者連盟」という国家が利権を握っている。
戦闘適応感情調整
先進国の軍隊が、兵士に行うカウンセリングと薬物投与を組み合わせた感情操作。
戦場で兵士が行動を起こす際に心理的障害が起こる可能性をなくしたり、軽減するために行う。
SNDGA（ソーシャル・ネットワーク・ダイレクテッド・グラフ・アナリシス）
NSAやNCTC、DARPAなどが共同で開発・運用している情報追跡システム。
日本語名は「社会網有向グラフ解析」で、「全地球的ケビン・ベーコン・ゲーム」とも例えられる。各地のエシュロンなどから得られた情報を元に、グラフ理論を用いてその地域の社会的ネットワークの流れを観測するもので、紛争やテロの中心となっている人物の特定などに使用されている。
痛覚マスキング
劇中でDARPAが開発した軍事用の麻酔技術の一種。
脳内の痛覚を司る部野を限定的に遮断することで「痛覚を認識しながら痛いと感じない」状態を作り出し、戦闘中に負傷しても冷静に行動出来る。完全に痛覚を消す麻酔とは異なり、「痛い」というクオリアだけを遮断するため身体が負傷した際にはそれに気付いて手当などの処置を行える。劇中ではある程度普及した技術でありPMFの特殊部隊員にもこの処置が行われていた。
鳥脚ポーター
人工筋肉を用いた二足歩行機械。
主にオフィスなどで広く普及している他、産業目的の貨物輸送用の物も存在する。クラヴィス曰く「人間の下半身だけが生き生きと歩いているよう」。
PMF
民間軍事請負企業。本作では「ユージーン&クルップス社」（通称「Eの字」）という企業が主にそれに当たる。
劇中では米軍を中心とする国家軍の対処能力を超えて対テロ戦争や後進国での内戦・虐殺が激化したため、PMFが国連平和維持活動を請け負うなど国際的な軍事プレゼンスにおいて大きな役割を担っている。一般的な傭兵の派遣のみならず情報収集、物資の輸送・供給、重要犯罪者の逮捕、紛争地域における土木工事など多様に細分化された「業務」があり、それぞれ別々の企業が行っている。
フライングシーウィード
i分遣隊が所有する侵入航空機。
元々は戦略爆撃機であったが、i分遣隊の機体は爆弾槽の代わりに侵入鞘のカーゴベイを有している。ステルス性を意識した全翼機で、モノリスにも例えられる長辺が約100mの巨大な長方形のような姿をしており、その独特の形状から「空飛ぶ海苔」と呼ばれている。エンジンは主翼に内蔵されており、姿勢制御はソフトウェアによって制御される無数の柔毛状の小型フラップによって行われる。この他、地上部隊の爆撃支援に使用出来る緊急対処用のスマート爆弾数発や、脱出用のミニガンを装備した無人ヘリ（有人飛行も可能）をローターを折りたたんだ状態で搭載している。
ペインデバイス
軍用に開発されたナノマシンの一種。
人の体内に入ると指先などの末梢系の毛細血管に貯まり、外部からの操作で痛みを生じさせる。
ペンタゴン
国防総省。
建物の床面積はエンパイア・ステートビルの3倍あるが、五角形の構造のため、クラヴィス曰く「移動そのものは短くて済む」のだが、各所に保安ゲートが設置されており、生体認証によって通過しなければならない。
会議室が密集しているエリアがあり、そこで世界中の問題についての議論が行われている。
肉旅客機（ミートプレーン）
主翼などに人工筋肉を用いた短距離離着陸ジェット旅客機。
名称はクラヴィスによる呼称であり、正式の物ではない。飛行中は姿勢制御の為に、主翼の人工筋肉を常に駆動させている。また、ジャンボジェットクラスの大型機でありながら、主翼の翼面を前方に向けて制動をかける事による短距離離着陸が可能であり、衝撃緩衝モードを備えた高分子素材製シートの効果も合わさって、着陸時のG負荷も極めて少ない。
USA（ユナイテッド・スクープ・アソシエイション）
米国の情報関係者たちが使用するネットワーク。
SNSやインテリペディアなどを組み合わせた物のようで、クラヴィスは「覗き魔たちの慣れ合いの場」と評している。USAは愛称で、正式名は「国家防衛情報共有空間」。

## 日本国外での刊行
- 韓国語訳 - 2010年2月、韓国・テウォンC.I.の日本SF翻訳レーベルNT Libraryより刊行。
- 英訳 - 2012年8月、アメリカ合衆国・ビズメディアの日本SF翻訳レーベルHaikasoruより刊行。
- 簡体字中国語訳 - 2014年11月、中国・99読書人/上海文芸出版社より刊行。
- 繁体字中国語訳 - 2015年7月、台湾・台湾東販より刊行。

## 劇場アニメ
フジテレビ「ノイタミナムービー」第2弾「Project Itoh」の一環として、2017年2月3日に劇場公開された。監督は『Ergo Proxy』の監督を務めた村瀬修功、キャラクターデザインはsupercellのメンバーで『ギルティクラウン』のキャラクター原案を手掛けたredjuiceが担当。R15+指定。
当初は2015年10月に公開される予定であったが、同年7月に「表現方法の追求」を理由に公開日が1ヶ月延期、更に同年10月には「制作体制の見直し」のため公開が更に延期された。延期の要因は、当初本作を制作していたアニメ制作会社「マングローブ」の経営危機が背景にあったとされている（マングローブは同年9月29日に破産申請の後、会社清算→解散）。
その後、チーフプロデューサーである山本幸治が新たに設立した「ジェノスタジオ」に制作が引き継がれ、約1年後の2016年11月、上記のとおり2017年2月に公開することが発表された。
2014年にはredjuiceが手掛けた新ビジュアルカバーの新装版がハーモニーと同時に早川書房から刊行されている。

### キャスト
- クラヴィス・シェパード - 中村悠一
- ウィリアムズ - 三上哲
- アレックス - 梶裕貴
- リーランド - 石川界人
- ルツィア・シュクロウポヴァ - 小林沙苗
- 院内総務 - 土師孝也
- ルーシャス - 桐本拓哉
- ロックウェル - 大塚明夫
- ジョン・ポール - 櫻井孝宏

### スタッフ
- 原作 - 伊藤計劃（早川書房刊）[11]
- 製作 - 清水賢治[11]、岩上敦宏[11]、大田圭二[11]、岡田美穂[11]、中尾勇一[11]、吉崎圭一[11]、竹中幸平[11]
- 監督・脚本・キャラクターデザイン・絵コンテ - 村瀬修功[11]
- キャラクター原案 - redjuice
- キャラクターデザイン協力 - 恩田尚之、寺岡巌、佐山善則、小森秀人、松竹徳幸、竹田逸子、湯川敦之、金世俊、羽田浩二、川村敏江、Cindy H.Yamauchi、山田正樹
- デザインワークス - 山根公利、臼井伸二、神宮司訓之
- プロップデザイン - 山田正樹、金世俊、高柳久美子、新妻大輔
- 美術監督 - 田村せいき
- 撮影監督 - 山田和弘、中西康祐
- 色彩設計 - 茂木孝浩
- CGディレクター - 増尾隆幸
- 演出 - 大橋誉志光[11]、遠藤広隆[11]、川越崇弘[11]、外山草[11]、鳥羽聡[11]、米村拓[11]、塚田拓郎[11]、友田政晴[11]、佐藤照雄[11]、出合小都美[11]、小森秀人[11]、岩田幸大[11]、柳瀬雄之[11]
- アフレコ演出 - 長崎行男
- 編集 - 長坂智樹
- 音楽 - 池頼広[11]
- 音楽プロデューサー - 佐野弘明
- チーフプロデューサー - 山本幸治
- アニメーションプロデューサー - 大高健生
- アニメーション制作 - manglobe→ジェノスタジオ[11]
- 制作 - Project Itoh[11]

### 主題歌
「リローデッド」
作詞・作曲・編曲 - ryo / 歌 - EGOIST

## 漫画
『月刊ニュータイプ』（KADOKAWA）創刊30周年記念企画としてコミカライズが決定され、2015年5月号より連載開始され、Webサイト「WebNewtype」内の『コミックNewtype』へ移籍し2017年9月22日配信分で終了した。連載に先駆けて同年3月10日発売の『月刊ニュータイプ』4月号にてメインキャラクターのイラストが公開された。作画は麻生我等が担当する。単行本は全3巻。
1. 2016年3月26日初版発行（同日発売）、ISBN 978-4-04-104067-6
2. 2017年1月26日初版発行（同日発売）、ISBN 978-4-04-105222-8
3. 2017年12月25日初版発行（同日発売）、ISBN 978-4-04-106384-2

## オーディオブック

### audiobook.jp版
『audiobook.jp』（オトバンク）にて、2018年12月17日よりオーディオブックが配信された。登場人物ごとに担当が割り振られている。
キャスト
- クラヴィス・シェパード：高橋英則
- ウィリアムズ：勝沼紀義
- ルツィア・シュクロウプ：恒松あゆみ
- ジョン・ポール：興津和幸
- アレックス：河西健吾
- ルーシャス：佐藤健輔
- ロックウェル：岩崎了
- リーランド：亀山雄慈
- アフメド・ハッサン・サラード：小林健次郎
- エリカ・セイルズ：高岡千紘
- 母：進藤亜由美
- 医者：市村徹
- 朗読：竹内良太

### Audible版
『Audible』（Audible Inc.）にて、2020年9月18日よりオーディオブックが配信された。朗読は石井一貴による一人語り。